# Sarcophaga exuberans
Sarcophaga exuberans är en tvåvingeart som beskrevs av Pandelle 1896. Sarcophaga exuberans ingår i släktet Sarcophaga och familjen köttflugor. Inga underarter finns listade i Catalogue of Life.